# بيير دي كوبرتان
بيير دي كوبيرتان (بالفرنسية: Pierre de Coubertin) (1 يناير 1863 في فرنسا، مدينة باريس العاصمة - 2 سبتمبر 1937) يعرف أيضا بـ(بيير دي فريدي) وهو مؤسس الألعاب الأولمبية الحديثة و مصمم رموزها كالعلم و الشعار.
بيير دي كوبيرتان من عائلة ارستقراطية نبيلة عاش طفولته في قصر ميرفل أحب الفنون والعلوم والتاريخ، درس المحاماة ثم تركها ودخل المدرسة العسكرية في (سانسير) ومنها تحول إلى التربية والرياضة بعد أن وجد فيها أساسا لبناء الإنسان والمجتمعات، ومع عشقه للتاريخ اليوناني القديم نادى في 25 نوفمبر 1892 أي عندما كان في سن التاسعة والعشرين بإحياء الألعاب الأولمبية القديمة التي أطلقها (إيفينوس) ملك ليديا عام 776 قبل الميلاد في أولمبيا على مشارف أثينا بعدما استشار الآلهة ولتكون هدنة للحروب المستمرة بين بلاد الإغريق (اليونانيون القدماء).

## الألعاب الأولمبية
في صيف عام 776 قبل الميلاد بدأ الإغريق الألعاب الأولمبية وهي تلك الألعاب التي كانت تقام كل أربع سنوات مرة في قرية أولمبيا والتي لقيت شهرة هائلة وإقبالا ضخما من اليونانيين القدامى، ثم تصاعدت شعبيتها عندما فتحها الإغريق لسكان المستعمرات تعميقا للروح ((الهللينية)) ولحضارة الإغريق وعندما سيطرت الإمبراطورية الرومانية على دول البحر المتوسط ومنها اليونان وأطلق الرومان على البحر المتوسط لقب ((نوستراماري)) أي بحرنا بدأت الألعاب الأولمبية القديمة في التدهور.

## توقف الألعاب الأولمبية
أصدر الإمبراطور الروماني ثيودوسيوس الأول في العام 393 ميلادية قرارا ديكتاتوريا ثوريا قضى بإلغاء الألعاب الأولمبية باعتبارها مهرجانات وثنية لا تليق بالإمبراطورية الرومانبية التي قد نبذت الوثنية واعتنقت المسيحية. وبعد 1500 عام رقدت ((أولمبيا)) تحت آلاف من الأطنان من التراب والركام وطين فيضانات نهري ((آلفيوس وكلاوديوس)) ونهبت خلالها القبائل الهمجية كل كنوز ((أولمبيا)) ودمرتها الزلازل.

## عودة الألعاب الأولمبية
عثر علماء الآثار الألمان بقيادة المايسترو ((إيرنست كورتيوس)) على بقايا أولمبيا، وفجر ذلك أحلام الفرنسي الذي عشق الرياضة عشقا مبرحا وهو بيير دي فريدي وهو البارون ((بيير دي كوبيرتان)) وقام البارون بمجهود بطولي خارق من أجل أن يبعث الألعاب الأولمبية من جديد ويعيد إليها الحياة بعد الممات، وتمكن البارون في 1894 من تحقيق حلمه ووافق المجتمع الدولي على بدء الألعاب الأولمبية الجديدة عام 1896.

## مآثره
ويسجل التاريخ أن كوبيرتان عرض أفكاره التي لاقت القبول عام 1892 ونتيجة لجهوده المكثفة والمنسقة ونتيجة للخبرات اليونانية التي كان قد اكتسبها من خلال دراسته واطلاعه على مسابقات 1859 و 1892 (مسابقات مفتوحة شارك فيها كل من أراد المشاركة ولم تسجل نتائجها ضمن الألعاب الأولمبية الحديثة) قرر تسطير قائمة تضم أسماء بارزة (قادة الرياضة في أنحاء العالم) طالبا معونتهم ومعاونتهم فكريا ومعنويا لإعادة تنظيم الألعاب الأولمبية، بعدها كانت محاضراته الشهيرة التي ألقاها في جامعة ألسبورون في 25 نوفمبر 1892 فلقيت محاضراته كل القبول. وقد وضع كوبيرتان دستورا للدورات الأولمبية حين قال: «إن أهم شيء في الألعاب الأولمبية ليس الانتصار بل مجرد الاشتراك . وأهم ما في الحياة ليس الفوز، وإنما النضال بشرف».
كتب بيير دي كوبيرتان كلمات القسم الأولمبي في عام 1920 وتم ترديد ذلك القسم لأول مرة في أولمبياد عام 1920 عبارة عن قسم يحلف به الرياضيون في مراسيم افتتاح الألعاب الأولمبية. طرأت تعديلات طفيفة على القسم في الأعوام اللاحقة.

## وفاته
توفي في 2 سبتمبر 1937 في لوزان في سويسرا ودفن قلبه في جبل أولمبيا كما أوصى.

## روابط خارجية
- بيير دي كوبرتان على موقع الموسوعة البريطانية (الإنجليزية)
- بيير دي كوبرتان على موقع مونزينجر (الألمانية)
- بيير دي كوبرتان على موقع اللجنة الأولمبية الدولية (الإنجليزية)
- بيير دي كوبرتان على موقع أوليمبيديا (الإنجليزية)